# Corte dei conti (Italia)
La Corte dei conti è un organo di rilievo costituzionale, con funzioni di controllo e giurisdizionali, previsto dagli articoli 100 e 103 della Costituzione italiana, che la ricomprende tra gli organi ausiliari del Governo.

## Storia
La Corte dei conti è un organismo che risale ai primi anni di vita dello Stato italiano: fu istituita con la legge 14 agosto 1862, n. 800, perché vigilasse sulle amministrazioni dello Stato. Fu solennemente inaugurata a Torino il 10 ottobre 1862.
Essa raccolse l'eredità di istituzioni che già da tempo negli Stati preunitari vigilavano sulle pubbliche finanze: ad esempio, la Camera dei conti del Ducato di Savoia, poi Regno di Sardegna, risalente al 1351 e sostituita nel 1859 dalla Corte dei conti, sulla quale verrà modellata la nuova istituzione dello Stato unitario; la Camera dei conti del Regno Lombardo-Veneto, istituita nel 1771; la Regia Camera della Sommaria del Regno di Napoli, fondata nel 1444 e sostituita nel 1807 dalla Regia Corte dei Conti. La revisione dei conti è nota nello Stato Pontificio fin dai tempi della Camera Apostolica, istituzione operante già nel XIII secolo. Nel 1828 fu istituita la Congregazione di revisione dei conti e degli affari di pubblica amministrazione (in seno alla stessa Camera Apostolica, sostituita poi dalla Consulta di Stato per le Finanze (1850-1870).
Prima dell'emanazione del d.lgs n.174 del 26 agosto 2016 e del d.lgs. correttivo n.114 del 7 ottobre 2019 (Codice di giustizia Contabile) entrato in vigore dal 31 ottobre 2019, la normativa sulla corte dei conti era estremamente frammentata: ricordiamo, in particolare, il t.u. relativo al R.D. 12 luglio 1934, n. 1214 integrato dal Decreto legge 15 novembre 1993, n. 453 (convertito, con modificazioni, in Legge 14 gennaio 1994, n. 19) e dalla Legge 14 gennaio 1994, n. 20 nonché dalla Legge 20 dicembre 1996, n. 639. Modifiche sono state introdotte anche dalla legge 205 del 2000.

## Organizzazione
Il Consiglio di Presidenza è l’organo di autogoverno della magistratura contabile istituito con l’art. 10 della legge 13 aprile 1988, n. 117, di seguito modificato dall’art. 1, comma 1, del D.Lgs. 7.2.2006, n. 62, e di recente dall’art. 11 della legge 4 marzo 2009, n. 15. Il Consiglio di Presidenza è composto: dal Presidente della Corte dei conti, che lo presiede; dal Procuratore Generale della Corte dei conti; dal Presidente aggiunto della Corte dei conti o, in sua vece, dal Presidente di sezione più anziano; da quattro membri eletti, due dalla Camera dei deputati e due dal Senato della Repubblica a maggioranza assoluta dei rispettivi componenti, tra i professori ordinari in materie giuridiche o gli avvocati con venti anni di esercizio professionale; da quattro membri eletti da e tra i magistrati della Corte dei conti, ripartiti tra le diverse qualifiche in proporzione alla rispettiva effettiva consistenza numerica quale risulta dal ruolo alla data del 1º gennaio dell’anno di costituzione dell'organo.
Alle sedute del Consiglio, tranne quelle in sede disciplinare, possono partecipare il Segretario Generale della Corte (Franco Massi) ed il magistrato addetto alla presidenza con funzioni di capo di gabinetto. Qualora, per specifiche questioni, uno dei due sia designato relatore, lo stesso ha diritto di voto per espressa delega del Presidente della Corte.
I componenti elettivi durano in carica quattro anni e non sono nuovamente eleggibili per i successivi otto anni dalla scadenza dell’incarico.
Entro un mese dal suo insediamento, il Consiglio provvede alla costituzione delle Commissioni permanenti che hanno compiti istruttori e che riferiscono sulle materie di competenza del Consiglio.
Possono, inoltre, essere istituite Commissioni temporanee su specifiche materie. La Corte dei Conti è organizzata in uffici centrali e territoriali.
La Composizione dell'attuale IX Consiglio di Presidenza della Corte dei conti (insediatosi il 18 settembre 2018 e della durata di quattro anni) è indicata sul sito della Corte dei Conti.
Innanzitutto, al vertice troviamo il Presidente, definito dalla Legge n. 15 del 4 marzo 2009 art. 11 comma 7 "Organo di governo dell'istituto". Poi vi è il Consiglio di Presidenza, quale organo di amministrazione della magistratura contabile istituito con l'art. 10 della legge 13 aprile 1988, n. 117, modificato dall'art. 1, comma 1, del D. Lgs. 7 febbraio 2006, n. 62, e con componenti in numero ridotto a seguito della già citata L. 15 del 2009, art. 11, con compiti minori ma assimilabili al Consiglio Superiore della Magistratura per i magistrati ordinari. Il Consiglio di Presidenza ha sede a Roma. È composto: dal Presidente della Corte dei conti, che lo presiede; dal Procuratore Generale della Corte dei conti; dal Presidente aggiunto della Corte dei conti o del Presidente di sezione più anziano; da 4 cittadini eletti, due dalla Camera dei deputati e due dal Senato della Repubblica a maggioranza assoluta dei rispettivi componenti, tra i professori ordinari in materie giuridiche o gli avvocati con venti anni di esercizio professionale; da 4 magistrati ripartiti tra le diverse qualifiche in proporzione alla rispettiva effettiva consistenza numerica quale risulta dal ruolo alla data del 1º gennaio dell'anno di costituzione dell'organo.
L'organizzazione della Corte prevede Sezioni giurisdizionali e Sezioni di controllo, sia a livello centrale che territoriale. Le sezioni non sono uniformemente distribuite sul territorio nazionale, ma vi sono delle diversità.
Accanto alla Corte dei Conti a livello centrale troviamo la Procura Generale contabile retta dal Procuratore Generale e da 20 Vice Procuratori Generali. Situazione particolare è quella della Procura Generale presso la Sezione giurisdizionale d'appello per la Regione Siciliana, considerata quale sezione della Procura centrale nel territorio siciliano.
La Corte dei Conti prevede tre Sezioni giurisdizionali centrali d'Appello, con sede a Roma, presso la Corte dei Conti, nonché la Sezione giurisdizionale d'appello per la Regione Siciliana, con sede a Palermo.
Per quanto concerne le Sezioni centrali di controllo, previste in n. di 5, sono: la Sezione centrale di controllo di legittimità sugli atti del Governo e sugli atti delle amministrazioni dello Stato, Sezione centrale di controllo sulla gestione delle amministrazioni dello Stato, Sezione di controllo sugli enti, Sezione delle Autonomie, Sezione di controllo per gli affari comunitari e internazionali.
Infine, sono presenti le Sezioni Riunite della Corte dei Conti, quali organi di chiusura del sistema di giurisdizione amministrativo-contabile con competenza a decidere sulle questioni di massima e conflitti di competenza. La competenza è articolata in 4 sezioni, con funzioni: giurisdizionale, di controllo, deliberante, consultiva, aventi sede a Roma, nonché 3 sezioni speciali: Sezioni riunite per la Sardegna con sede a Cagliari, per la Sicilia con sede a Palermo e per il Trentino-Alto Adige con sede a Roma.

### Le sezioni regionali
Presso 16 Regioni sono presenti la Sezione giurisdizionale e la Sezione di controllo quali organi territoriali di giurisdizione contabile, nonché la Procura Regionale. Le Regioni sono: Piemonte, Lombardia, Veneto, Liguria, Emilia-Romagna, Toscana, Lazio, Marche, Umbria, Abruzzo, Molise, Campania, Puglia, Basilicata, Calabria e Valle d'Aosta.
Vi sono poi 4 Regioni con una configurazione autonoma, tutte a statuto speciale:
- Trentino-Alto Adige/Südtirol: le Sezioni Riunite hanno sede a Trento/Bolzano, seguendo l’alternanza delle adunanze del Consiglio regionale ai sensi dell’art. 10 del D.P.R. 15 luglio 1988 n. 305, come modificato dal D.lgs 14 settembre 2011 n. 166
- Friuli-Venezia Giulia, con Sezione giurisdizionale, Procura Regionale, Sezione regionale di controllo con sede a Trieste e con un ulteriore ufficio distaccato ad Udine
- Sardegna, con Sezione giurisdizionale, Procura Regionale, Sezione regionale di controllo e Sezioni Riunite con sede a Cagliari
- Sicilia, con Sezione giurisdizionale, Procura Regionale, Sezione regionale di controllo, Sezione giurisdizionale d'appello, Procura Generale d'appello e Sezioni Riunite con sede a Palermo

## Composizione per le funzioni giurisdizionali
La Corte dei conti, per l'espletamento delle funzioni giurisdizionali si articola in:
- sezioni giurisdizionali regionali, che giudicano in primo grado; hanno sede in ciascun capoluogo di regione (ma è prevista una sezione giurisdizionale per la provincia autonoma di Bolzano)
- sezioni giurisdizionali centrali di appello, che giudicano in secondo grado; sono tre ed hanno tutte sede presso la sede della Corte dei conti di Roma; vi è inoltre una sezione giurisdizionale di appello per la Regione Siciliana, con sede a Palermo
- sezioni riunite, che risolvono i conflitti di competenza tra le varie sezioni regionali e/o centrali; su richiesta del Presidente della Corte dei conti, del Procuratore Generale presso la Corte dei conti o di una Sezione, sono chiamate anche a pronunciarsi su "questioni di massima" (quando si è in presenza di dubbi o "conflitti" interpretativi tra le diverse sezioni)

### Le procure
Presso ogni sezione giurisdizionale regionale opera una Procura regionale, con funzioni di Pubblico Ministero nei giudizi di responsabilità patrimoniale-amministrativa e contabile ed in generale nelle materie di contabilità pubblica. I magistrati del pubblico ministero hanno le medesime garanzie di indipendenza e inamovibilità dei magistrati dei collegi giudicanti; dispongono dei poteri istruttori previsti dall'art. 74 del T.U. Corte dei conti e dall'art. 5, 6º comma della L. 19/1994.
Il Procuratore generale e i vice procuratori generali svolgono le funzioni di pubblico ministero presso le sezioni centrali di appello e presso le sezioni riunite.
Il Procuratore generale ha anche funzioni di coordinamento generale delle procure regionali.

## Composizione per le funzioni di controllo
Le articolazioni della Corte dei conti in sede di controllo sono:
- la Sezione Controllo Stato: svolge i suoi compiti ai sensi della legge n. 20 del 1994, modificata dalla legge n. 639 del 1996, e seguendo i criteri indicati dalle Sezioni Riunite secondo un doppio filo conduttore: la verifica di legittimità e la verifica di efficienza-efficacia-economicità. La Sezione si articola in quattro collegi, uno per il controllo sugli atti, uno per il controllo sulla gestione delle entrate, e due per il controllo sulla gestione delle spese.
- la Sezione di Controllo Enti sovvenzionati dallo Stato: continua ad operare ai sensi della legge n. 259 del 1958, anche a seguito della imponente privatizzazione degli anni novanta, controllando la gestione complessiva degli Enti pubblici e privati che ricevono contributi dallo Stato, rilevandone gli squilibri gestionali specie in materia di appalti, di aiuti statali e di concorrenza.
- la Sezione di Controllo Autonomie estende il suo controllo in particolare sui progetti di opere pubbliche finanziate dalla Cassa Depositi e Prestiti, sui progetti cofinanziati dall'Unione europea, sui parcheggi finanziati ai sensi della legge n. 122 del 1989, e sulla gestione diretta o indiretta da parte degli enti locali di alcuni servizi pubblici (piscine, ecc.).
- la Sezione controllo Affari comunitari e internazionali, nuovo organo collegiale istituto ai sensi della legge n. 20 del 1994, che svolge un controllo successivo di tipo diffuso e un controllo di tipo specifico (controllo-referto), al fine di riferire al Parlamento italiano ed ai Consigli Regionali sui programmi nazionali che utilizzano fondi UE. Dal 2008 cura la funzione di "external auditor" presso alcune organizzazioni internazionali (prima il CERN, poi l'ITU e l'ICAO).

Le Sezioni Riunite hanno competenza a definire, per ogni semestre dell'anno, i criteri generali e gli indirizzi di coordinamento per il controllo sulla successivo gestione del bilancio dello Stato e ad emettere il giudizio di parificazione del rendiconto generale dello Stato.

## Funzioni
Come visto la Corte dei conti è un organo polifunzionale.
Notevole importanza riveste la funzione giurisdizionale nel campo dell'amministrazione pubblica. La Corte dei Conti è infatti giudice speciale amministrativo previsto dall'art. 103 della Costituzione. In tale veste ha giurisdizione nelle materie della contabilità pubblica e nelle altre materie previste dalla legge.
È chiamata a decidere in merito alle controversie in materia di contabilità pubblica ed in particolare alle azioni di responsabilità amministrativa nei confronti dei pubblici dipendenti e dei pubblici amministratori, nonché degli amministratori e funzionari delle società sotto il controllo pubblico, e riguardo al contenzioso pensionistico.
Effettua un controllo preventivo di legittimità sugli atti del Governo e della pubblica amministrazione, ed un controllo di gestione a consuntivo sui bilanci dello stato, delle amministrazioni pubbliche e di quegli enti per i quali lo stato contribuisce alla gestione ordinaria.
Le funzioni di controllo della Corte sono estese alle amministrazioni decentrate dello stato (Regioni, province e comuni), al fine di garantire i vincoli di stabilità interni all'Italia e quelli derivanti dall'appartenenza all'Unione europea. Rilascia pareri consultivi su istanza di parte degli enti locali.
Anche per i controlli sulle amministrazioni locali, il controllo è sia preventivo, sulla legittimità degli atti, che consuntivo, sui risultati della gestione finanziaria. In questo caso le Sezioni decentrate della Corte riferiscono ai Consigli degli enti interessati.
Svolge le sue funzioni consultive predisponendo pareri e referenti, quando è chiamata a riferire direttamente alle Camere sul risultato dei controlli.
Svolge il ruolo di magistratura contabile della pubblica amministrazione. In sede di controllo, con la forza di un titolo esecutivo può modificare, sospendere, annullare provvedimenti di altri organi dello Stato per una insufficiente copertura finanziaria o per l'impiego non ottimale delle risorse pubbliche.

### Funzioni giurisdizionali
Nell'esercitare i propri poteri giurisdizionali la Corte dei Conti non incontra le limitazioni del giudice ordinario in materia amministrativa. Pertanto la Corte conosce in modo pieno ed esclusivo sia dei profili di fatto che di diritto poiché essa è un giudice speciale.
La Corte dei Conti ha competenza nei giudizi in materia di contabilità pubblica ed in particolare di responsabilità amministrativa dei pubblici funzionari i quali vengono chiamati a rispondere del loro operato in caso di danni patrimoniali all'amministrazione per comportamento doloso o colposo. Tale forma di responsabilità è stata di recente estesa agli amministratori e funzionari delle società di capitali controllate dallo Stato e/o da altro ente pubblico. Anche se le norme sono contenute in leggi speciali (R.D. 1038/33), che rinviano al c.p.c., per certi versi la procedura ha caratteristiche tipiche di un processo penale.
L'azione è esercitata dal procuratore generale mentre la decisione spetta alla sezione giurisdizionale a seguito di pubblica udienza. Prima dell'esercizio dell'azione il procuratore deve inviare al soggetto interessato un invito a dedurre, cioè a presentare in un tempo non inferiore a 30 giorni deduzioni o documenti. L'invito a dedurre è un atto che presenta caratteristiche istruttorie e di esercizio del diritto di difesa.
Decorso il termine per presentare le proprie osservazioni, che ricordiamo non può essere inferiore ai 30 gg, il procuratore ha 120 giorni per esercitare l'azione.
Nel periodo di tempo indicato, che può essere ampliato dalla sezione competente in caso di particolare complessità della causa, il procuratore svolge la propria attività istruttoria con la quale appurare l'esistenza di elementi di responsabilità. In caso affermativo viene predisposto l'atto di citazione, che deve essere depositato alla Corte dei Conti per il decreto presidenziale di fissazione dell'udienza di trattazione. L'atto di citazione deve contenere l'indicazione del fatto avvenuto e il fondamento della responsabilità. Il decreto presidenziale, che come detto segue l'atto di citazione, serve ad indicare la data d'udienza, entrambi gli atti devono essere notificati al convenuto.
Dal sopradescritto giudizio di responsabilità si distingue il giudizio di conto. Esso mira alla pronuncia sulla conformità, alle norme di legge o di convenzioni, della gestione dell'agente contabile. Quest'ultimo è il soggetto che gestisce beni pubblici per conto di una amministrazione pubblica (es. tesoriere, economo, consegnatario di beni, agente della riscossione) (cfr. art.74 R.D. 2440/1923). Egli deve presentare alla propria amministrazione il conto della propria gestione; l'amministrazione deve, poi, depositare il conto presso la Corte.
Con il deposito del conto presso la segreteria della Corte, l'agente è automaticamente costituito in giudizio: si parla, al proposito, di giudizio necessario. Il conto dell'agente contabile che l'amministrazione deve necessariamente depositare presso la Corte è denominato conto giudiziale. Esso si differenzia, invece, dal conto cosiddetto amministrativo, per il quale è sufficiente la presentazione del conto presso l'amministrazione per la quale il soggetto effettua la gestione (es. funzionario delegato).
Il giudizio prevede un'istruttoria, condotta dal magistrato relatore, che termina, in caso di regolarità, con una relazione con la quale propone il discarico dell'agente; se anche il procuratore concorda (visto di regolarità), il presidente della sezione emana un decreto di discarico, che chiude il giudizio. In caso contrario, la cognizione del giudizio richiede la pronuncia dell'intera sezione e la causa viene iscritta al ruolo di udienza.

### Il giudizio pensionistico
Il giudizio pensionistico è quel giudizio che viene proposto dal soggetto che ritiene non corretta l'attribuzione del proprio trattamento pensionistico da parte dell'Amministrazione competente (deve infatti trattarsi di pensione pubblica) per quanto riguarda l'importo o la decorrenza, oppure intende impugnare il diniego di una pensione per la quale ha fatto domanda.
Tale giudizio può riguardare pensioni di guerra, pensioni civili o pensioni militari, sia ordinarie che privilegiate. Il diritto alla pensione è un diritto e non si prescrive, e quindi neanche si prescrive la possibilità di presentare ricorso, ma sono soggetti a prescrizione i singoli ratei di pensione (di norma dopo cinque anni dalla data di spettanza di ciascuno di essi).
A differenza del giudizio di responsabilità, il procuratore non è parte processuale. Il ricorso va indirizzato alla sezione regionale dopo averlo notificato all'amministrazione competente per lo specifico trattamento pensionistico. Dopo il deposito viene fissata l'udienza di discussione. Le parti possono presentare documenti e memorie fino a 10 giorni prima dell'udienza.

## Programmazione e ambiti di indagine
In occasione dell'inaugurazione dell'anno giudiziario, i Presidenti delle sezioni regionali comunicano il programma annuale delle attività e gli ambiti di indagine sui quali si focalizzerà la magistratura contabile.
La Liguria, fra le regioni con più anziani in Europa, è stata la prima sezione italiana a dotarsi nel 2011 di un profilo per l'analisi dei modi in cui, a livello di piano sociosanitario regionale triennale, 2009-2011, sono gestiti i percorsi di cura e assistenza dedicati ad anziani, malati cronici e alla rete delle cure palliative.

## Impugnazioni
L'appello deve essere proposto entro 60 giorni dalla notifica della sentenza o un anno dalla sua pubblicazione. Entro tale termine deve essere effettuata quindi la notifica che si differenzia in relazione al tipo di giudizio. Infatti mentre riguardo ai giudizi pensionistici questa deve essere fatta presso l'ente a cui viene chiesta la pensione, nei giudizi di responsabilità la notifica deve essere indirizzata al procuratore generale. Entro 30 giorni dalla notifica l'appello deve essere depositato nella segreteria della sede centrale della Corte insieme ad una copia della sentenza impugnata.
Contro le sentenze delle sezioni giurisdizionali è possibile fare appello alle sezioni centrali.
Riguardo ai giudizi pensionistici l'appello può riguardare solo motivi di diritto, per cui non possono essere dedotti motivi di fatto cioè riguardanti la situazione che dà diritto alla pensione (ad esempio l'infermità, ecc..)
Avverso le sentenze pronunciate dalle sezioni centrali è ammesso ricorso in Corte di cassazione unicamente per controversie sulla giurisdizione (regolamento successivo di giurisdizione), secondo il dettato dell'articolo 111, u.c., della Costituzione, è anche possibile il ricorso per revocazione nei confronti delle sentenze sia della sezione centrale che di quelle regionali.

## Presidenti
| Presidenti                   | Dal               | Al                |
| ---------------------------- | ----------------- | ----------------- |
| Federico Colla               | 11 settembre 1862 | 22 aprile 1865    |
| Augusto Duchoqué-Lambardi    | 23 aprile 1865    | 31 dicembre 1892  |
| Gaspare Finali               | 5 marzo 1893      | 15 febbraio 1907  |
| Ernesto Di Broglio           | 16 febbraio 1907  | 12 aprile 1915    |
| Antonio Tami                 | 29 aprile 1915    | 12 agosto 1919    |
| Paolo Bernardi               | 30 agosto 1919    | 2 luglio 1922     |
| Camillo Peano                | 16 ottobre 1922   | 31 dicembre 1928  |
| Gino Gasperini               | 1º gennaio 1929   | 3 settembre 1944  |
| Gustavo Ingrosso             | 14 settembre 1944 | 15 ottobre 1946   |
| Augusto Ortona               | 16 ottobre 1946   | 28 luglio 1953    |
| Elia Rossi Passavanti        | 29 luglio 1953    | 31 marzo 1954     |
| Ferdinando Carbone           | 1º aprile 1954    | 5 aprile 1970     |
| Raffaele Rossano             | 27 agosto 1970    | 18 marzo 1971     |
| Eduardo Greco                | 31 marzo 1971     | 25 giugno 1973    |
| Giuseppe Cataldi             | 29 settembre 1973 | 22 giugno 1976    |
| Eugenio Campbell             | 21 settembre 1976 | 2 maggio 1978     |
| Gaetano Tempesta             | 5 maggio 1978     | 29 aprile 1979    |
| Ettore Costa                 | 14 settembre 1979 | 23 aprile 1981    |
| Silvio Pirrami Traversari    | 8 maggio 1981     | 3 marzo 1986      |
| Erminio Pietranera           | 4 marzo 1986      | 31 agosto 1986    |
| Giuseppe Carbone             | 1º settembre 1986 | 30 ottobre 1998   |
| Francesco Sernia             | 13 dicembre 1998  | 30 luglio 2000    |
| Francesco Staderini          | 29 agosto 2000    | 6 febbraio 2007   |
| Tullio Lazzaro               | 7 febbraio 2007   | 30 giugno 2010    |
| Luigi Giampaolino            | 2 luglio 2010     | 18 agosto 2013    |
| Raffaele Squitieri           | 4 novembre 2013   | 30 giugno 2016    |
| Arturo Martucci di Scarfizzi | 1º luglio 2016    | 30 dicembre 2017  |
| Angelo Buscema               | 31 dicembre 2017  | 14 settembre 2020 |
| Guido Carlino                | 15 settembre 2020 | In carica         |

## Riferimenti normativi
- Legge 14 agosto 1862, n. 800, per l'istituzione della Corte dei conti del Regno d'Italia
- Legge 3 aprile 1933, n. 255, recante modificazioni all'ordinamento della Corte dei conti
- Regio decreto 13 agosto 1933, n. 1038, recante l'approvazione del regolamento di procedura per i giudizi innanzi alla Corte dei conti (abrogato dal d.lgs. 174/2016)
- Regio decreto 12 luglio 1934, n. 1214, Testo unico delle leggi sulla Corte dei conti
- Decreto-legge 15 novembre 1993, n. 453, recante disposizioni in materia di giurisdizione e controllo della Corte dei conti (convertito con legge 1994, n. 19)
- Legge 14 gennaio 1994, n. 20, recante disposizioni in materia di giurisdizione e controllo della Corte dei conti
- Decreto legislativo 26 agosto 2016, n. 174, Codice di giustizia contabile (abrogativo del r.d. 1038/1933)